# هنغيانغ
هنغيانغ (بالصينية: 衡阳市 )‏ هي مدينة على مستوى محافظة، في جمهورية الصين الشعبية، تتبع خونان، تبلغ مساحتها 15,310 كيلومتر مربع، رمزها البريدي هو 421001.

## مدن توأم
المدن التوأم:
- كالاراش.

## التقسيمات الإدارية
- Zhuhui, Hengyang [الإنجليزية]‏
- Yanfeng, Hengyang [الإنجليزية]‏
- Shigu, Hengyang [الإنجليزية]‏
- Zhengxiang, Hengyang [الإنجليزية]‏
- Nanyue, Hengyang [الإنجليزية]‏
- Hengyang County [الإنجليزية]‏
- Hengnan County [الإنجليزية]‏
- Hengshan County [الإنجليزية]‏
- Hengdong County [الإنجليزية]‏
- Qidong County [الإنجليزية]‏
- لييانغ  [لغات أخرى]‏
- تشانغ نينغ، هونان.

## أعلام
- لينغ جي
- هي مين
- آدا ليو
- وانغ فوتسي
- شين يانتشونغ